# Esztergomi zsinagóga
Esztergom egyetlen zsinagógája a második világháború óta nem eredeti funkcióját tölti be. Sokáig a Technika Háza működött a műemlék épületben, 2006-ban pedig az önkormányzat vette meg, jelenleg a Művelődés háza működik az épületben.

## Története
A városban az Árpád-kor óta folyamatosan nagyszámú zsidó közösség élt. Az okleveles források már 1050-ben egy esztergomi zsinagógáról szólnak. Ezt igazolja, hogy két, Oroszországból a városba érkező regensburgi zsidó kereskedő a zsinagóga előtt találkozott hittársaival. A reformkorban Esztergom befogadott zsidó kereskedőket, iparosokat, akik templomot emeltek maguknak, majd a mai zsinagóga helyén – a volt Szenttamás község területén – 1858-ban egy újabb imaházat. Kereken harminc évvel később Lechner Ödön építész egy munkatársát, Baumhorn Lipótot bízták meg egy új zsinagóga megtervezésével. Baumhornnak ez volt az első önálló műve. A zsinagógát a késő romantika jegyében tervezte, eredetileg egyszintesre. Csak karzat volt benne a nők számára. 1888-ban Weisz Ignác esztergomi és Lőw Immánuel szegedi rabbi avatta fel. A második világháborúig rendeltetésszerűen használta a városi és a környékbeli zsidóság. A világháborúban zsinagóga bombatalálatot kapott, és erősen megrongálódott. A zsidóság nagy részét – mintegy ötszáz főt – elhurcolták, azóta sincs számottevő közösségük a városban. Azóta az épület eredeti rendeltetésére már csak az Imaház utca név emlékeztet.
Az addig üresen álló, funkcióját vesztett épületet 1964-ben az MTESZ (Műszaki és Természettudományi Egyesületek Szövetsége) városban alakuló szervezete kapta meg. Ekkor kezdődtek meg az első jelentősebb felújítások. A teret vasbeton födémmel osztották meg, elbontva a női karzatot és a berendezést. 1980–1981-ben a Technika Házát alakították ki benne, amely 2006-ig konferencia-központként üzemelt. Az elkövetkező években a szervezet folyamatosan felújította, és teljesen átalakította, hogy konferenciák, előadások megrendezésére alkalmas legyen. Előadótermeket, tolmácsfülkéket, fogadásokra alkalmas szobákat alakított ki, bevezették a távfűtést. 1996-ban felújították a tetőt és a kupola héjazatát. Ennek megfelelően több rangos esemény zajlott az egykori zsidótemplom falai között. Gyakran tartották itt politikusok előadásaikat körútjaik során. 2006-ban a városi önkormányzat 70 millió forintért megvette a Technika Házát. Ez után rövid ideig itt működött az Ister-Granum Eurorégió irodája, ami 2008-ban a Bottyán János utcai megyeháza épületbe költözött.

## Leírása
A kétszintes műemlék zsinagóga 1216 négyzetméteres. A homlokzat két oldalán, egy-egy hasáb alakú, torony jellegű épületrészt áll. Ezeket hármas ívű, árkádos előcsarnok köti össze. Az emeleten található a konferenciaterem a tolmácsfülkékkel. Ide még az eredeti 1888-as márványlépcső vezet fel.
Az épület előtti Mártíremlékmű Martsa István tervei alapján készült. Az eredeti 2,5 méteres bronz alkotás a mauthauseni emlékműpályázatra készült, és az auschwitzi lágermúzeum magyar barakkjába került. A mai szobrot 1985-ben állították. Talapzata vasúti talpfákból rakott máglya. Az épület falán egy emléktábla emlékezik meg az elhurcoltakról.

## Képtár

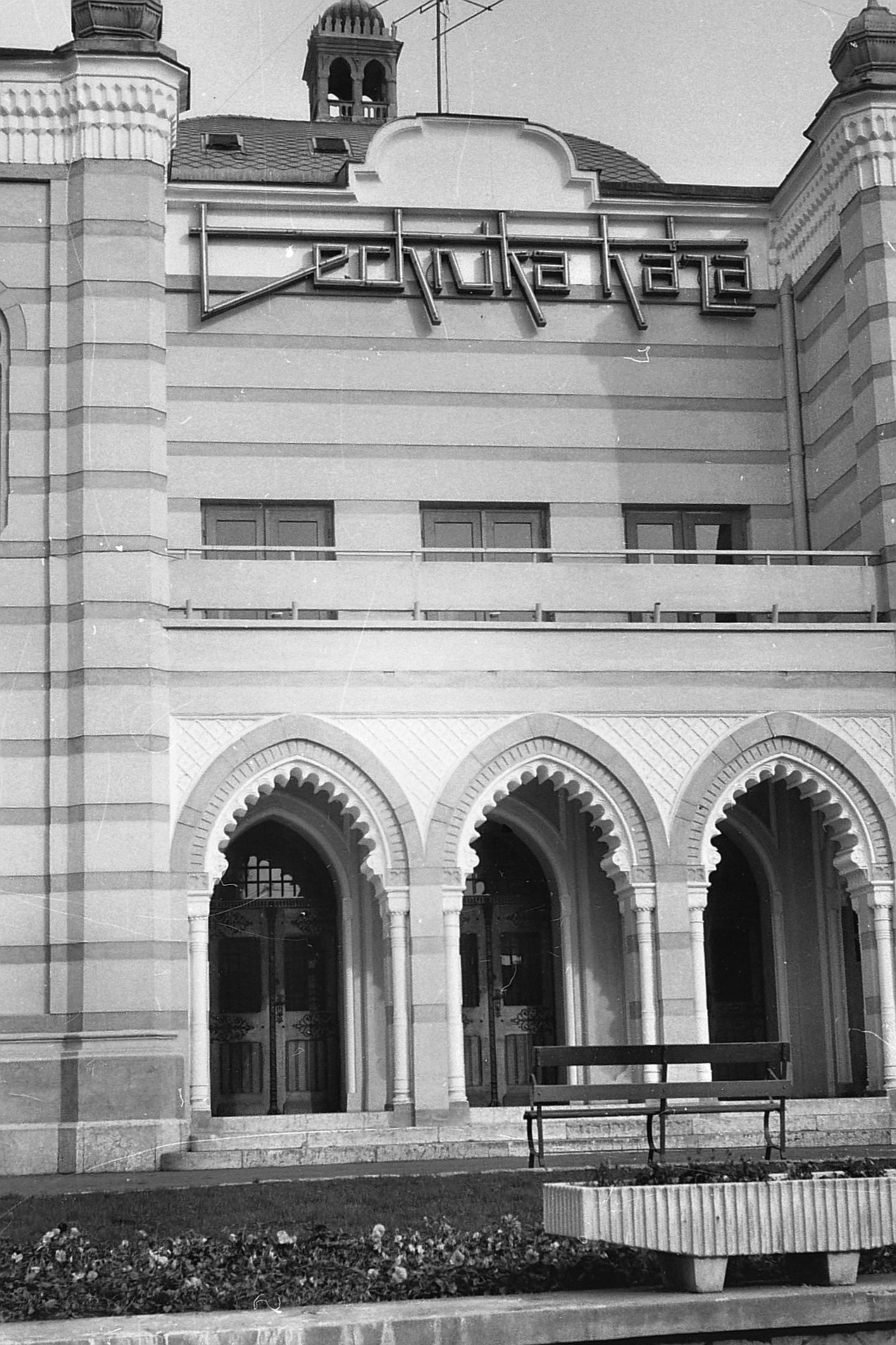
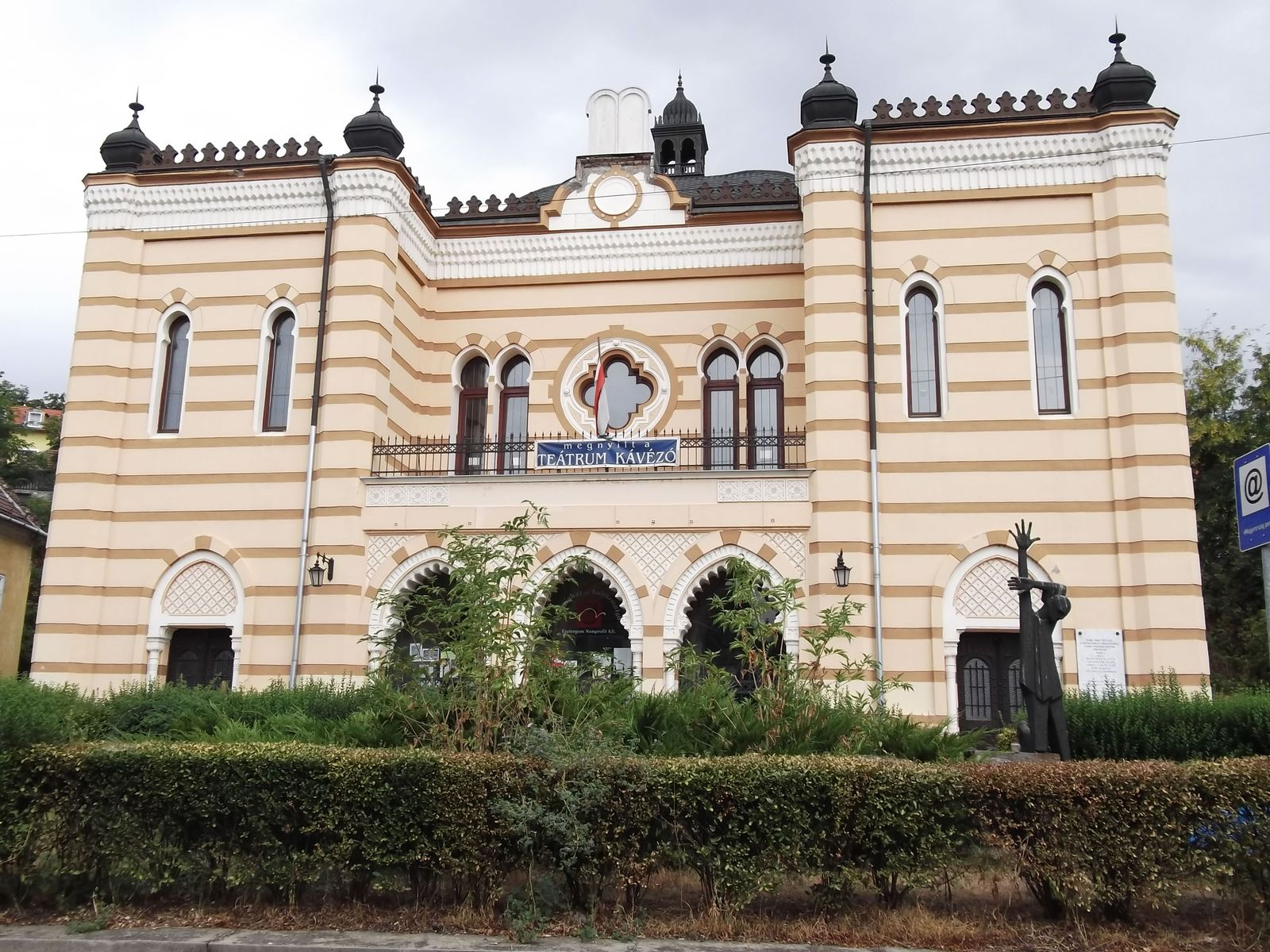
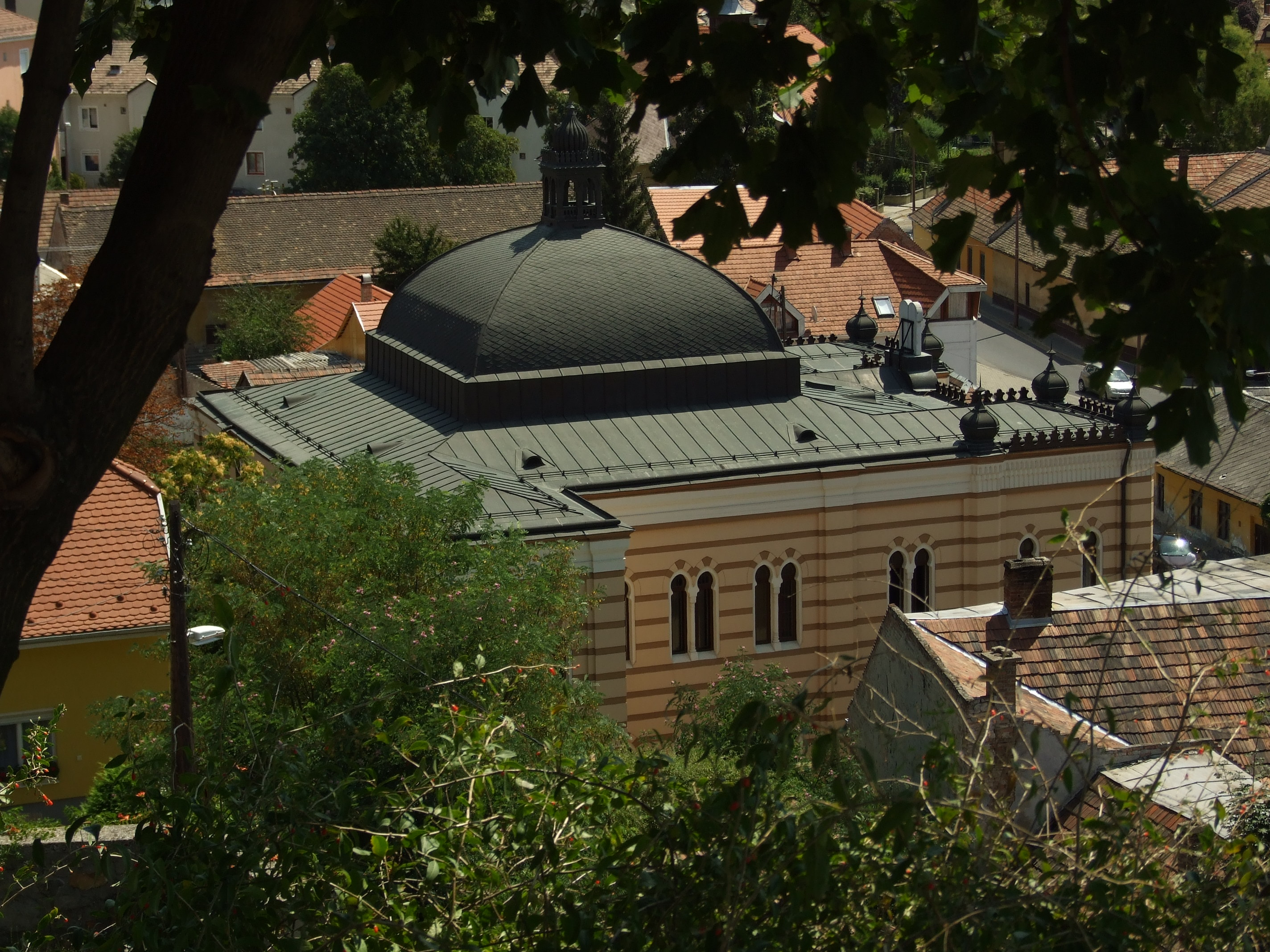
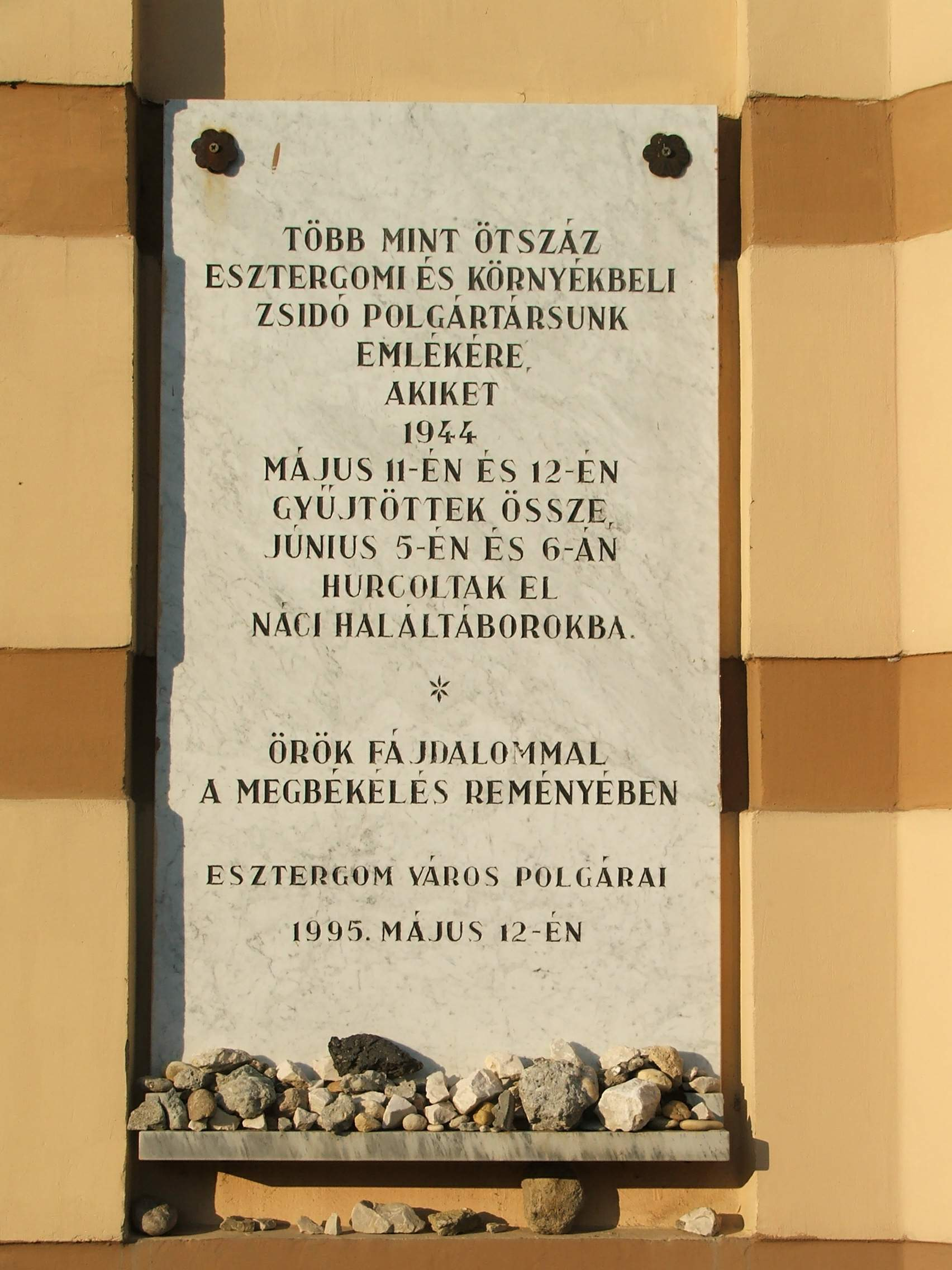